# Дембіна (Володавський повіт)
Дембіна (пол. Dębina) — село в Польщі, у гміні Старий Брус Володавського повіту Люблінського воєводства.
У 1975-1998 роках село належало до Холмського воєводства.